# Box

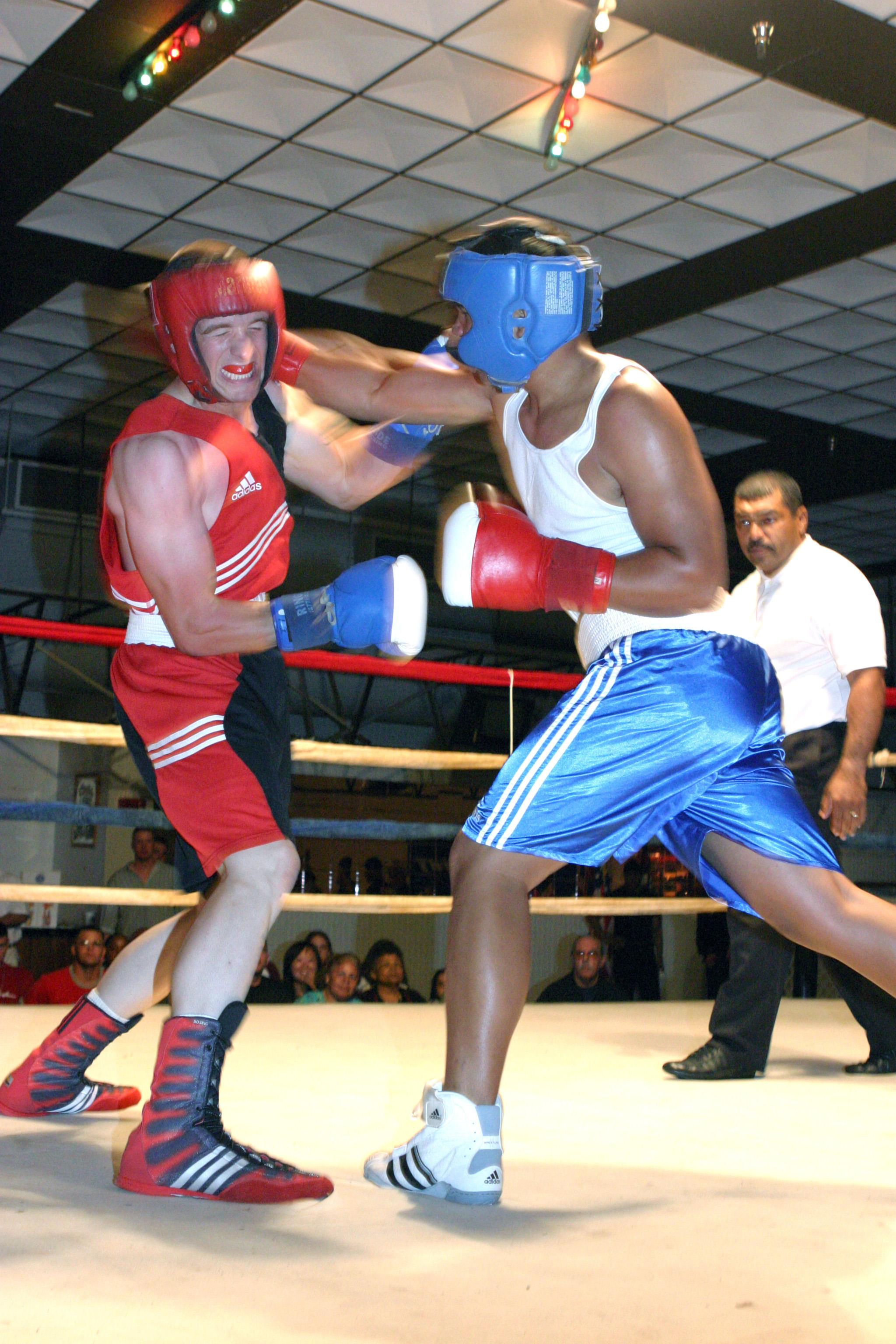
Meci de box

Boxul (sau pugilismul) este un sport marțial străvechi (probabil cel mai vechi sport marțial, cu origini preistorice), în care doi concurenți, cu greutăți similare, luptă cu ajutorul pumnilor, într-o serie de reprize, numite runde. Victoria este obținută in urma punctelor date pentru lovituri de catre juriu, sau atunci când adversarul este doborât la pâmânt și nu reușește să se ridice înainte ca arbitrul să termine de numărat până la 10, (engleză Knockout sau KO) sau când adversarul este prea rănit pentru a continua (engleză Technical Knockout sau TKO).
Boxul amator este atât un sport olimpic, cât și un sport al Jocurilor Commonwealthului și este un element comun în majoritatea jocurilor internaționale - care, de asemenea, are propriul său Campionat Mondial.
În timp ce oamenii s-au luptat în luptă mână-la-mâna de la începutul istoriei umane, cele mai timpurii dovezi ale concursurilor sportive de luptă cu pumnul datează din Orientul Antic în mileniul al III-lea și al II-lea î.Hr. Cele mai vechi dovezi ale regulilor boxului datează din Grecia Antică, unde boxul a fost stabilit ca un joc olimpic în 688 î.Hr.
Boxul a evoluat de la primele lupte ale secolului al XVI-lea, al XVII-lea și al XVIII-lea, în mare parte în Marea Britanie, la precursorul boxului modern, de la mijlocul secolului al XIX-lea, odată cu introducerea Regulamentului Marchizului de Queensberry (Marquess of Queensberry Rules, dar scris. de fapt, de galezul John Graham Chambers) din 1867.

## Clasificări

### Clasificare după vârstă
- Boxeri între 18 și 34 de ani, în categoria „Elite” (Seniori)
- Boxeri de 17–18 ani, în categoria „Tineret”
- Boxeri de 15–16 ani, în categoria „Juniori”
- Vârsta unui boxer se stabilește pe baza anului său de naștere.

Toate competițiile destinate școlarilor și altor grupe de vârste mai mici se stabilesc numai la nivel național și continental. Vârsta acestor grupe nu va fi mai mare de 14 ani. Nivelele de vârstă pentru acești boxeri care participă la asemenea competiții nu vor fi mai mari de 2 ani.

### Clasificarea în funcție de greutate
Pentru mai multe informații, vezi articolul despre Categoriile în funcție de greutate la box.
- Pentru bărbați la categoriile „Elită” și „Tineret” – 10 categorii de greutate după cum urmează: 49 kg, 52 kg, 56 kg, 60 kg, 64 kg, 69 kg, 75 kg, 81 kg, 91 kg, 91+kg.kmlkl
- Pentru femei la categoriile „Elită” și „Tineret” – 13 categorii de greutate după cum urmează: 46 kg, 48 kg, 50 kg, 52 kg, 54 kg, 57 kg, 60 kg, 63 kg, 66 kg, 70 kg, 75 kg, 80 kg și 86 kg.
- Pentru femei la categoriile „Elită” și „Tineret”. 11 categorii de greutate după cum urmează: 46 kg, 48 kg, 51 kg, 54 kg, 57 kg, 60 kg, 64 kg, 69 kg, 75 kg, 81 kg, 81+kg (în vigoare numai de la 1 ianuarie 2009).
- Pentru juniori și junioare: 13 categorii de greutate după cum urmează: 46 kg, 48 kg, 50 kg, 52 kg, 54 kg, 57 kg, 60 kg, 63 kg, 66 kg, 70 kg, 75 kg, 80 kg și 80+.

## Tipul de lovituri nepermise
- Lovirea sub centură, ținerea, împiedicarea, lovire cu piciorul sau genunchiul
- Lovituri cu capul, umărul, antebrațul, cotul, strangularea adversarului și apăsarea cu brațul sau cotul a feței adversarului, apăsarea capului adversarului înapoi peste corzi.
- Lovirea cu mănușa deschisă, cu partea interioară a mănușii, cu încheietura sau latul mâinii.
- Loviturile pe spatele adversarului și în special orice lovitură pe ceafă sau pe spatele capului sau în zona rinichilor.

În cazul în care adversarul este doborât (la podea), arbitrul va începe imediat să numere secundele.
Când boxerul este la podea, arbitrul va număra de la unu la opt, dacă boxerul este gata și va număra de la unu la zece dacă boxerul se află în continuare la podea, cu pauze de o secundă între numere și va indica fiecare secundă cu mâna astfel încât boxerul care a fost trimis la podea să cunoască numărătoarea. Înainte de a se număra „unu”, trebuie să treacă o secundă între momentul în care boxerul a fost trimis la podea și momentul anunțării „unu”. Dacă adversarul nu se duce în colțul neutru la comanda arbitrului, arbitrul va opri numărătoarea până ce adversarul se va duce. Numărătoarea va continua apoi din momentul în care a fost întreruptă.
Boxerul care nu respectă instrucțiunile arbitrului sau acționează împotriva regulamentului de box, boxează într-o manieră nesportivă sau comite faulturi, poate fi la discreția arbitrului, atenționat, avertizat sau descalificat. Dacă un arbitru intenționează să avertizeze un boxer, va opri meciul și va explica încălcarea. Arbitrul va arăta apoi spre boxer și spre fiecare din cei cinci judecători. Un arbitru care a acordat un avertisment pentru un anumit fault, de exemplu pentru ținere, nu mai poate da o atenționare pentru același tip de greșeală. O a treia atenționare pentru același tip de fault va duce în mod obligatoriu la acordarea unui avertisment. Numai trei avertismente pot fi date aceluiași boxer într-un meci. Cel de-al treilea avertisment aduce automat descalificarea.

## Punctele valabile
În fiecare repriză, un judecător va acorda puncte fiecărui boxer, în funcție de numărul de lovituri obținute de fiecare. Pentru ca o lovitură să aibă valoare de punctaj, ea trebuie să ajungă, fără a fi blocată sau apărată, direct cu partea articulațiilor degetelor din mănușa închisă, de la oricare mână, pe oricare parte frontală sau laterală a capului sau trupului deasupra centurii. 
Valoarea loviturilor punctate într-un meci va fi stabilită la sfârșitul acelui meci și va fi trecută în contul boxerului care a avut un rezultat mai bun în funcție de gradul de superioritate. Acordarea punctelor se va face pe baza următorului principiu: un punct pentru fiecare lovitură corectă. Punctele sunt înregistrate când cel puțin 3 (trei) din cei 5 (cinci) judecători înregistrează simultan o lovitură care după părerea lor a ajuns corect pe „suprafața țintă”. Nu se vor acorda puncte în plus pentru doborârea adversarului.

## Organizații de box
Cele mai importante organizații, recunoscute de IBHOF sunt WBA, WBC IBF și WBO. Printre alte organizații care organizează meciuri pentru titlul mondial se numără IBC, IBA, WBF, WBU, UBF, IBO.
În România, Federația Română de Box este organismul care coordonează activitățile de box.